# Свиридова Альона Валентинівна
Альона (Олена) Валентинівна Свиридова (до шлюбу Леонова; нар. 14 серпня 1962 року, Керч, Кримська область) — російська співачка, авторка пісень, композиторка, акторка, телеведуча. Членкиня Союзу письменників РФ (2002), Заслужена артистка РФ (2004).

## Біографія

### Ранні роки
Народилася 14 серпня 1962 року в Керчі (Крим).
Батько — Валентин В'ячеславович Леонов (1937—2001) — був військовим льотчиком служив на Півночі, помер у 64 роки. Мати — Віра Василівна Бур'янова (нар. 1938) — філологмня, працювала на радіо, нині пенсіонерка. Дідусь — Бур'янов Василь Маркович (1916—1941) загинув у 1941 році, був сапером, йому було 25 років. Молодший брат — Олексій Валентинович Леонов (нар. 1971) — випускник Київського інституту культури, працював на білоруському телебаченні, пише пісні, брав участь а рок-групі «Діти Леонова», працював у сестри адміністратором.
У дитячому віці Олена з батьками переїхала жити до Отрадної Краснодарського краю, а потім — до Мінська. В Керчі залишилася жити її бабуся, у якої Олена проводила кожне літо.
Школу Альона Леонова закінчила в Мінську.
Потім закінчила музично-педагогічне відділення Мінського педагогічного інституту. Під час навчання вела вокальну студію і співала в жіночому вокально-інструментальному ансамблі при профкомі Мінського механічного заводу ім. С. В. Вавілова.

### Початок кар'єри в Білорусі
На початку кар'єри перебувала під впливом Енні Леннокс, у якої брала приклад, як вести себе на сцені, співати, виглядати.
Працювала концертмейстеркою і акторкою в Мінському драматичному театрі імені Горького.
Першою роллю Альони Леонової на сцені стала Алкмена у комедії Мольєра «Амфітріон».

### Творча діяльність в Росії
Після переїзду 1993 року з Мінська до Москви, за власним визнанням, на деякий час опинилася в ізоляції, без друзів і знайомих.
У цей складний період їй допоміг адаптуватися у столиці Росії сатирик Аркадій Арканов. 1993 року на роботу в Москву Свиридову запросив директор Богдана Титомира — Юрій Ріпях. Побачив співачку-початківицю на концерті в Мінську, на «розігріві» у Титомира, попросив касету, а через два тижні запропонував співробітництво. У Москві Олена записала кілька пісень, які сама створила. На телевізійному фестивалі «Пісня-93» вийшла у фінал з піснею «Просто скінчилася зима». Отримала приз «Золоте яблуко» на фестивалі «Покоління-93».
Відеокліп «Рожевий фламінго» посів 1-е місце 1994 року на каналі «BIZ-TV».
У 1995 році «Дженерал рекордс» випустив дебютний компакт-диск «Рожевий фламінго». Кліпи на пісні «Ніхто, ніколи», «Рожевий фламінго», виступи в концертах з Валерієм Леонтьєвим і сольно приносять Свиридовій популярність. Далі були збірники «Вночі все інакше», «Лінії життя», «Сирена». Акторські роботи — мюзикли «Місячне світло» і «Три мушкетери», х/ф «Смерть за заповітом».
Працювала в театрі «Школа сучасної п'єси».
Двічі, у листопаді 1999 та березні 2008 року, еротичні фотосесії Свиридової публікувалися в журналі «Playboy».
2002 року разом з Андрієм Макаревичем співачка випустила альбом «Гра в класики», що містить як авторські пісні, так і кавер-версії в стилі джаз і блюз відомих пісень, серед яких твори Ісаака Дунаєвського, Імре Кальмана, а також світовий хіт Джорджа Гершвіна «The Man I Love» («Коханий мій») у власному поетичному перекладі.
2002 року, ще не маючи російського громадянства, Свиридова вступила в Союз письменників РФ, у відділення поетів-піснярів.
1 вересня 2003 року Указом Президента РФ В. Путіна № 1025 Альона Свиридова була прийнята в громадянство Російської Федерації.
У листопаді 2004 року Свиридовій було присвоєно звання Заслужена артистка Російської Федерації. Почесний знак їй вручив міністр культури Олександр Соколов.
У лютому 2008 року співачка виступила з великим шоу; його музичну основу склав новий альбом «Сирена, або 12 історій, розказаних на світанку», який критика назвала «тонким і розумним».
2011 року на концерті, влаштованому Першим каналом до 80-річчя з дня народження композитора Мікаела Таривердієва, Свиридова представила оригінальну вокалізацію вірша Михайла Свєтлова «У розвідці», відкривши, на думку провідного музичного вечора Максима Матвєєва, «нову, незвідану грань свого таланту».
Всього випустила сім музичних альбомів.

### Ювілейний концерт у Crocus City Hall
7 листопада 2012 року в Крокус сіті холі відбувся ювілейний концерт Свиридової, приурочений до 20-річчя її професійної естрадної кар'єри. У концерті, зйомку якого вів Перший канал, також взяли участь друзі Свиридової — Лев Лещенко, Валерій Меладзе, Володимир Пресняков, Сергій Мазаєв, Денис Клявер, які підкреслювали, що Олена цікава їм і як жінка, і як співачка, і як автор. Музичний оглядач «Комерсанта» Борис Барабанов, який був присутній на шоу, зазначив сочинительский талант співачки, і засвідчив, що в «залі було менше людей, ніж хотілося б, але квітів несли більше, ніж можна було очікувати». Репортаж про концерт на Першому каналі в програмі «Да ладно!» супроводжувався скандалом і наступними претензіями Свиридової до авторів телепередачі, які в сюжеті надмірно, на думку Альони, сконцентрувалися на вік співачки та її черговому шлюбі. Пізніше Перший канал приніс Свиридовій вибачення за «негарну історію» і в рамках тієї ж програми підготував інший телесюжет про ювілейний концерт, який відповідав очікуванням співачки.

### Робота на телебаченні
- Знімалася в російському мюзиклі «Бюро щастя» (1998), де партнерами Свиридової були Людмила Гурченко і Олександр Михайлов[38]. Акторські здібності стали в пригоді Свиридовій та у телевізійних проєктах «Старі пісні про головне» та «Військово-польовий романс».
- 2002 року була ведучою реаліті-шоу «Гарем» на СТС, яка знімалася в Кенії[39].
- «Один в один!» (Другий сезон, 2014) — учасниця.

## Особисте життя
- 1980 року стала дружиною Сергія Вікторовича Свиридова (нар. 1954), який зараз проживає в Канаді.
  - син — Василь Сергійович Свиридов (нар. 1983), навчався в Московській школі № 57[40] і в Канаді. Програміст, живе у Ванкувері, Канада, разом зі своїм батьком.
- 1998 року пошлюбила громадянина США, співробітника американського посольства в РФ Генрі Пікока. Весілля відбулося на острові Антигуа в Карибському морі[41].
- З 2003 по 2007 роки цивільний чоловік — Дмитро Миколайович Мірошниченко (нар. 11 липня 1982; Кривий Ріг) — колишня модель, власник агентства з організації свят, вів на ТНТ передачу Бінг-лото". Познайомилися і почали зустрічатися на реаліті-шоу «Гарем» у Кенії 2002 року.[42]
  - син — Григорій Дмитрович Мірошниченко (нар. 3 січня 2004[43][44][45]).
- 28 вересня 2012 року на шоу «Нехай говорять» (Перший канал) представила своїм новим супутником 36-річного Давида Варданяна (нар. 1976).

## Факти
- Другий кліп співачки «Ніхто, ніколи» (режисер Михайло Хлебородов) на фестивалі «Покоління-93» посів перше місце за роботу режисера і оператора. Олена отримала нагороду «Золоте Яблуко» за створення найкращого жіночого образу на естраді
- Кліп на пісню «Рожевий фламінго» (режисер Михайло Хлебородов) посів перше місце на конкурсі відеокліпів Biz-TV в 1994 році
- У фільмі 1998 року «Любов зла» виконала пісню «Справжня чоловіча любов».
- В інтерв'ю журналу «Allure» (2012) Свиридова повідомила, що регулярно робить ін'єкції ботоксу, її захопленнями є пілатес в студії Ілзе Лієпи та латиноамериканські танці[46].
- З 2016 року Свиридова є членкинею Громадської ради з будівництва Кримського мосту[47].

## Визнання
Має три статуетки російської музичної премії «Золотий Грамофон»: 1996 — «Бідна овечка», 1999 — «Ой», 2001 — «Моє серце»

### Дискографія
1. 1994 «Рожевий фламінго»
1. Рожевий фламінго
2. Ваші пальці пахнуть ладаном
3. Я стану вітром
4. Блюз
5. Ніхто — ніколи
6. Висота
7. Голос у ночі
8. Ти тут
9. Просто скінчилася зима
10. Світлий мій сон
11. У місті N
12. Наступного разу

2. 1997 «Вночі все інакше»
1. Бідна овечка
2. Якщо ти захочеш
3. Два ангела
4. Місячне світло
5. Старий полковник
6. Карменсита
7. Вночі все інакше
8. Примарний герой
9. Щастя моє
10. Колискова
11. Буде так завжди

3. 2000 «Лінія життя»
1. Ой
2. Справжня чоловіча любов
3. Це ж я
4. Дай мені слово
5. Лінія життя
6. Тут
7. Як добре
8. Вставай
9. Північна зірка
10. Жасмин

4. 2002 «Гра в класики»
1. Якщо все не так
2. Без нього
3. Що зі мною
4. Коханий мій
5. Моє серце
6. Літо
7. Самба минулої любові
8. Це ж я (ремейк)
9. Манічка
10. Дзюрчать струмки
11. Містер Ікс
12. Без нього (ремікс)

5. 2003 «Просто скінчилася зима»
1. Без нього
2. Рожевий фламінго
3. Якщо ти захочеш
4. Літо
5. Ой
6. Ніхто-ніколи
7. Це ж я
8. Буде так завжди
9. Тут
10. У місті N
11. Що зі мною
12. Примарний герой
13. Самба минулої любові
14. Лінія життя
15. Бідна овечка
16. Я стану вітром
17. Жасмин
18. Просто скінчилася зима

6. 2008 «Сирена або 12 історій, розказаних на світанку»
1. Істота
2. 17 років
3. Поки
4. Можна
5. Сирена
6. Не дам сумувати
7. Знайду тебе
8. Колискова self
9. Невагоме
10. Як же бути
11. Падав сніг
12. Шу-бі-ду

7. 2017  «Місто-річка» 
1. Поранений
2. Травушка
3. Рожевий фламінго
4. Тілом і душею
5. Я занадто багато знаю
6. Бідна овечка
7. C'est la vie
8. Літачок
9. Старий полковник
10. Буде так
11. Просто скінчилася зима
12. Шу-бі-ду
13. Не дам сумувати
14. Сніжинки

### Кліпи
1. 1992 «Висота»
2. 1993 «Ніхто ніколи» (режисер Михайло Хлебородов)
3. 1994 «Рожевий фламінго» (режисер Михайло Хлебородов)
4. 1995 «Ваші пальці пахнуть ладаном» (режисер Іван Диховічний)
5. 1995 «Самотня гармонь» («Старі пісні про головне»)
6. 1996 «Бідна овечка» (режисер Федір Бондарчук, оператор Максим Осадчий)
7. 1996 «Пісенька про ведмедів» («Старі пісні про головне 2»)
8. 1997 «Два ангела»
9. 1997 «Місячне світло»
10. 1997 «Пісня прощення» — дует з Левом Лещенко (російськомовна кавер-версія пісні «Манчестер — Ліверпуль») («Старі пісні про головне 3»)
11. 1997 «Надія» — у складі зірок «Старих пісень про головне — 3»
12. 1999 «Ой»
13. 2001 «Це ж я»
14. 2001 «Моє серце не вільно»
15. 2002 «Коханий мій»
16. 2003 «Я занадто багато знаю»
17. 2005 «Все, тому що ти»
18. 2006 «Червоноока»
19. 2008 «Поки»
20. 2010 «Можна»
21. 2012 «c'est la vie»
22. 2016 «Істота»
23. 2016 «Літачок»
24. 2017 «Поранений»
25. 2018 «Травичка» (режисер Алан Бадоєв)

### Фільмографія
1. 1995 «Старі пісні про головне» — вчителька
2. 1996 «Старі пісні про головне 2» — продавчиня ялинок
3. 1997 «Старі пісні про головне 3» — дикторка у випуску «Новин»
4. 2005 «Три мушкетери» (новорічний мюзикл) — Атос
5. 2006 «Смерть за заповітом» — Ірина Воронова
6. 2009 «Сирена. Live!» (відеоверсія концерту, що відбувся 08.02.2008 в МХАТ ім. Горького, DVD Квадро-Диск)
7. Вороніни — подруга Віри (354)